# Ким Гю Ын
Ким Гю Ын (хангыль: 김규은; род. 27 июня 1999, Сеул) — южнокорейская фигуристка. Со своим партнером Алексом Кам Ган Чханом она стала участницей произвольной программы на чемпионате четырех континентов 2017 года. Пара приняла участие в Олимпийских играх в Пхёнчхане, заняв 22 место в личном турнире и девятое в командном.

## Карьера

### Сезон 2013/2014
Ким дебютировала в юниорской серии Гран-при в сезоне 2013/2014. Она выступала в Таллине, заняв девятое место с 132,45 баллами.

### Сезон 2014/2015
В начале сезона 2014/2015 гг. Ким заняла четвёртое место на Азиатском трофее в Тайбэе, на своем первом взрослом международном старте. В Германии Ким заняла 15-е место, набрав в сумме 106,72 балла. Месяц спустя она заняла 7-е место среди взрослых на соревнованиях серии Челленджер в Граце.

### 2016 — настоящее время
С 2016 года Ким выступает в парном катании с Алексом Кам Ган Чханом. Международный дебют пары состоялся в начале февраля 2016 года на турнире в Сараево. В следующем сезоне они стали выступать на взрослом уровне, заняв пятое место на Autumn Classic International 2016, и были включены в сборную на чемпионат четырех континентов 2017 года.
В 2018 году приняли участие на домашних Олимпийских играх, став 22-ми в турнире парников и девятыми в командных соревнованиях.

## Программы

### Парное катание
| Сезон     | Короткая программа  | Произвольная программа |
| --------- | ------------------- | ---------------------- |
| 2016/2017 | Historia de un Amor | The Impossible Dream   |

### Одиночное катание
| Сезон     | Короткая программа                   | Произвольная программа                                                                  |
| --------- | ------------------------------------ | --------------------------------------------------------------------------------------- |
| 2015/2016 | Lilies of the Valley Дзюн Миякэ      | Саундтрек из к/ф Интервью с вампиром Эллиот Голденталь                                  |
| 2014/2015 | Саундтрек из к/ф Артист Людовик Бурс | Саундтрек из к/ф Интервью с вампиром Эллиот Голденталь                                  |
| 2013/2014 | Саундтрек из к/ф Артист Людовик Бурс | Очи Чёрные Молдова в исполнении Сергея Трофанова                                        |
| 2012/2013 |                                      | Очи Чёрные Молдова в исполнении Сергея Трофанова                                        |
| 2011/2012 |                                      | Korobushka Бонд                                                                         |
| 2010/2011 | Fuego Бонд                           | Korobushka Бонд                                                                         |
| 2009/2010 | Fuego Бонд                           | Burgmuller: La Péri / Act 1 — Overture в исполнении Лондонского симфонического оркестра |
| 2008/2009 | Malagueña Бонд                       | Саундтрек из Ведьмина служба доставки Джо Хисаиси                                       |